# Susanne Homölle
Susanne Homölle  (* 1967 in Bützfleth) ist eine deutsche Wirtschaftswissenschaftlerin.

## Leben
Von 1987 bis 1989 absolvierte sie eine Ausbildung zur Bankkauffrau bei der Deutschen Bank AG in Hamburg. Von 1989 bis 1994 studierte sie Betriebswirtschaftslehre an der Universität Münster mit Auslandssemester an der University of Leeds. Nach der Promotion 1998 zum Dr. rer. pol. an der Universität Münster und der Habilitation 2004 im Fach Betriebswirtschaftslehre ebenda ist sie seit 2006 Inhaberin des Lehrstuhls für ABWL: Bank- und Finanzwirtschaft an der Universität Rostock.

## Schriften (Auswahl)
- mit Andreas Pfingsten: Das Eigenhandelsergebnis in den Geschäftsberichten deutscher Kreditinstitute: Mehr Fragen als Antworten. Münster 1997, ISBN 3-8258-3258-9.
- Eigenkapitalregulierung und Risikoübernahme von Kreditinstituten. Münster 1999, ISBN 3-8258-4135-9.
- mit Jürgen Blank (Hrsg.): Perspektive Wirtschaftswissenschaften: Tag des wissenschaftlichen Nachwuchses. Münster 2000, ISBN 3-8258-5208-3.